# 1597 en France
Chronologie de la France
- 1593
- 1594
- 1595
- 1596
- 1597
- 1598
- 1599
- 1600
- 1601

## Événements
- 26 janvier : remise des cahiers de doléances de l’assemblée des notables[1].
- 29 janvier : clôture de l’assemblée des notables. Le roi promulgue l’édit de Rouen sur l’administration de la justice[2]. Les Parlements ne pourront présenter d’éventuelles remontrances qu’après enregistrement des édits royaux.

- 6 février : la cour quitte Rouen[3].

- 10 mars : institution de l’impôt indirect appelé la « pancarte » ou « sol pour livre »[4].
- 11 mars : les troupes espagnoles s'emparent d’Amiens par surprise[5].
- 12 mars : le roi se rend en Picardie[1].

- Avril : un édit décrète l’obligation du travail en jurande, tant pour les artisans que pour les commerçants[6].

- 8 mai : institution d’une chambre de justice contre les financiers malhonnêtes[1].
- 21 mai : institution du Conseil particulier présidé par le cardinal de Gondi[1].
- 25 mai : blocus de l’île Tristan à Douarnenez par Sourdéac. Le siège est levé sans résultats au bout de trois mois, le 30 août[7]. La Fontenelle est amnistié après le traité de Vervins (1598).

- 8 juin : le roi rejoint le maréchal de Biron qui assiège Amiens[1].

- 14 août : la Savoie de Charles-Emmanuel perd la bataille des Mollettes face à Lesdiguières, représentant du roi Henri IV de France[8].
- 18 août : échec français du maréchal d’Ornano devant Perpignan[9].

- 19 septembre : Amiens capitule grâce à l’artillerie de Rosny, malgré les secours venus des Pays-Bas avec l’archiduc Albert d’Autriche. C’est également lors du siège de la ville qu’apparaît, pour la première fois dans l’armée royale, un hôpital de campagne[10].

## Naissances en 1597
- x

## Décès en 1597
- x